# 1 Dywizja Morska
1 Dywizja Morska (niem. 1. Marine-Infanterie-Division) – niemiecka dywizja morska utworzona w Szczecinie w lutym 1945 r. na bazie brygady ochronnej floty "Północ".
Podlegała początkowo 9 Armii (luty) i od kwietnia 3 Armii Pancernej. Broniła linii Odry i została rozbita podczas pierwszego starcia. Resztki ewakuowały się na zachód i poddały Brytyjczykom.

## Skład bojowy dywizji
luty 1945
- 1 pułk strzelców morskich
- 2 pułk strzelców morskich
- 3 pułk strzelców morskich
- 4 pułk strzelców morskich

marzec 1945
- 1 pułk strzelców morskich
- 2 pułk strzelców morskich
- 4 pułk strzelców morskich
- kompania fizylierów (później batalion)
- pułk artylerii (w sile batalionu)
- batalion niszczycieli czołgów
- batalion łączności
- batalion zapasowy

Dowódcy
- Konteradmiral Hans Hartmann (od 31 stycznia 1945)
- Generalmajor Wilhelm Bleckwenn (od 28 lutego 1945)